# Mesochorus ejuncidus
Mesochorus ejuncidus är en stekelart som beskrevs av Dasch 1971. Mesochorus ejuncidus ingår i släktet Mesochorus och familjen brokparasitsteklar. Inga underarter finns listade i Catalogue of Life.